# TUTUN-CTC
SA „TUTUN-CTC” (anterior Combinatul de Tutun din Chișinău) este o companie de tutungerie de stat din Chișinău, Republica Moldova, fondată în anul 1924, care este și cel mai mare producător de țigări din țară.

## Istorie
Combinatul de Tutun din Chișinău a fost fondat în anul 1924 (în timpul Regatului României), la periferia de atunci a orașului Chișinău, în baza unei mici manufacturi de producere a țigărilor, fiind prima întreprindere în domeniul industriei tutunului din Basarabia.
După al Doilea Război Mondial, TUTUN-CTC a evoluat într-o întreprindere mixtă: având un atelier de fermentare a tutunului și o secție de fabricare a țigaretelor.
În anul 1945 a avut o producție de 193 tone tutun fermentat și cca. 2 milioane de țigări. În anul 1966, a fost dată în exploatare fabrica de fermentare cu o capacitatea anuală de 10 mii tone tutun. În anul 1977 este finalizată modernizarea fabricii de țigarete și ca urmare capacitatea de producere a crescut până la 9 miliarde de țigarete.
Beneficiind de tehnologii avansate, în anii 1970-1980 TUTUN-CTC a obținut progrese semnificattive, devenind o întreprindere de bază în RSS Moldovenească, și în această perioadă a fost cea mai mare întreprindere în industria tutunului din Uniunea Sovietică și Europa de Est. Putea produce 4000-5000 de țigări pe minut
Pentru prelucrarea tutunurilor de tip american (Virginia și Burley) în baza tehnologiilor moderne, în anul 1981 fabrica de fermentare a fost dotată cu o linie tehnologică "HAUNI" de stripsare și prelucrare redraing a tutunului macrofolio. Ulterior, Combinatul de Tutun din Chișinău a intrat în componența Asociației „Moldtabakprom”. În anul 1999 a fost dată în exploatare o linie modernă de fabricare a țigaretelor de cea mai înaltă calitate. În anul 2005 a fost instalată o altă linie "HAUNI" pentru prelucrarea tutunului de tip Oriental și Virginia, cu o capacitate de producție de 4 tone pe oră.
În 2013, cifra de afaceri a companiei a constituit 311 milioane de lei, în scădere cu circa 37% față de anul 2011.
Tutun CTC figura printre cele 13 active strategice ale statului care urmau să fie privatizate în 2014, dar autoritățile au renunțat la idee.
În prezent TUTUN-CTC activează în două direcții principale: producerea materiei prime de tutun și fabricarea țigaretelor. Statul deține o cotă-parte de 90,8% din acțiunile întreprinderii.
Cifra de afaceri:
| An                       | 2008  | 2009  | 2013 | 2017   | 2018  |
| ------------------------ | ----- | ----- | ---- | ------ | ----- |
| Valoare, în milioane lei | 507,7 | 351,2 | 311  | 133,83 | 88,17 |

Profit:
| An                       | 2013  | 2012 | 2011 | 2017  | 2018         |
| ------------------------ | ----- | ---- | ---- | ----- | ------------ |
| Valoare, în milioane lei | 11,25 | 44,9 | 76,8 | 13,31 | 851,10 (mii) |

## Produse
Tutun-CTC produce în jur de 25 branduri de țigarete, fiind liderul pieții în domeniul respectiv în Republica Moldova. Gama de produse de tutungerie a TUTUN-CTC variază de la țigarete cu filtru cu o mărime de 84 mm, țigarete cu filtru de 80 mm până la țigarete fără filtru.

## Distincții
Medalii și distincții obținute la expoziții și foruri internaționale:
- TABACEX EXEBITION (Moscova, 2002): medalia de aur – DOINA Lux Premium, DOINA Lux Ligths, DOINA Lux Classic, TEMP; medalia de bronz – FLUIERAȘ, DOINA;
- НАРОДНАЯ МАРКА (МOLDOVA, 2002) – DOINA Lux;
- BEST TRADE MARK (МOLDOVA, 2003) – TEMP;
- BEST TRADE MARK (МOLDOVA, 2004) – DOINA;
- PRODEXPO (Moscova, 2007): medalia de argint – TEMP Gold, TEMP Silver, DOINA Lux Premium.[3][4]